# Claassenia radiata
Claassenia radiata és una espècie d'insecte plecòpter pertanyent a la família dels pèrlids.

## Descripció
- Els adults presenten el cap groguenc, el dors fosc, el ventre marró groguenc i les ales i la nervadura de color marró.
- Les ales anteriors del mascle fa entre 22 i 25 mm de llargària i les de la femella 28.[5]

## Distribució geogràfica
Es troba a la Xina i Corea del Nord, incloent-hi el riu Yalu.